# 스트리밍 (영화)
《스트리밍》은 2025년 3월 21일 개봉 예정인 대한민국의 스릴러 영화다. 

## 등장인물

### 주연
- 강하늘 : 우상 역

### 조연
- 하현수 : KJ5385 역
- 하서윤 : 마틸다 역
- 강하경 : 이진성 역
- 류연석 : 형식 역

### 특별 출연
- 김기두 : 태호 역

## 참고 사항
- 강하늘은 언론배급시사회 및 기자간담회에서 "1인 방송에 대해서 요즘에 안 좋은 부분들이 있다, 폐해가 많이 드러나고 있는데 나는 개인적으로 내가 보고자 하는 콘텐츠에서 힘을 많이 받는 편이다"라며 "이게 무조건 나쁘다 좋다고 하기에는 애매한 부분이다"라고 덧붙였다.[1]